# ريد بلير
ريد بلير (بالإنجليزية: Red Blair)‏ هو مدرب كرة سلة أمريكي، ولد في 21 فبراير 1900 في ماونت فرنون في الولايات المتحدة، وتوفي في 30 نوفمبر 1947.

## وصلات خارجية
- ريد بلير على موقع كلية كرة السلة في سبورتس رفرنس.كوم (الإنجليزية)